# Hoành thôn
Hoành thôn (tiếng Trung: 宏村; bính âm: Hóngcūn; nghĩa đen 'Làng Hoành') là một ngôi làng nằm tại thị trấn Hoành Thôn, Y huyện, thành phố Hoàng Sơn, trong khu vực lịch sử Huệ Châu, phía Nam tỉnh An Huy Trung Quốc, gần sườn tây nam của dãy núi Hoàng Sơn. Năm 2000, khu di tích thôn cổ Hoản Nam, tiêu biểu là Tây Đệ và Hoành thôn đã được UNESCO công nhận là Di sản thế giới nhờ dấu ấn đậm nét của một làng quê mang đậm phong cách Trung Quốc với đường cổ, cầu cổ, bia đá, thư viện cổ, các pho tượng bằng đất và rất nhiều tác phẩm điêu khắc bằng đá và gỗ.

## Mô tả
Thôn Hoành có hình con trâu, có hệ thống nước nhân tạo và những khu vườn rất độc đáo, được mệnh danh là "Ngôi làng trong tranh". Ngôi làng được xây dựng năm 1131 đời Nam Tống với hơn 800 năm lịch sử, tên cũ là "Hoằng thôn" (弘 hoằng nghĩa là mở rộng ra) sau vì kiêng húy "Hoằng Lịch" (弘曆) của Càn Long mới đổi là "Hoành" (宏). Nhìn từ trên cao xuống, ngôi làng trông như một con trâu đang nằm trên một vùng đất có núi và nước. Ngọn núi Lôi Cương gần đó là đầu con trâu, hai cây cổ thụ là hai sừng trâu, những ngôi nhà cổ sắp xếp trật tự dưới chân núi là mình trâu, bờ đê hình bán nguyệt giữa làng là dạ dày. Kênh rạch rộng 1 mét chạy dài hàng km quanh co các ngôi nhà để dẫn nước suối vào nhà giống như ruột trâu. Bốn cây cầu bắc qua suối là bốn móng của con trâu.
Hiện nay, thôn Hoành có khoảng 150 ngôi nhà cổ có niên đại từ đời nhà Minh-Thanh được bảo tồn tương đối hoàn chỉnh, mỗi một ngôi nhà có một phong cách khác nhau. Một trong số đó là một bảo tàng trưng bày nhỏ.
Cảnh của bộ phim Ngọa hổ tàng long được quay ở Hoành thôn.

## Hình ảnh

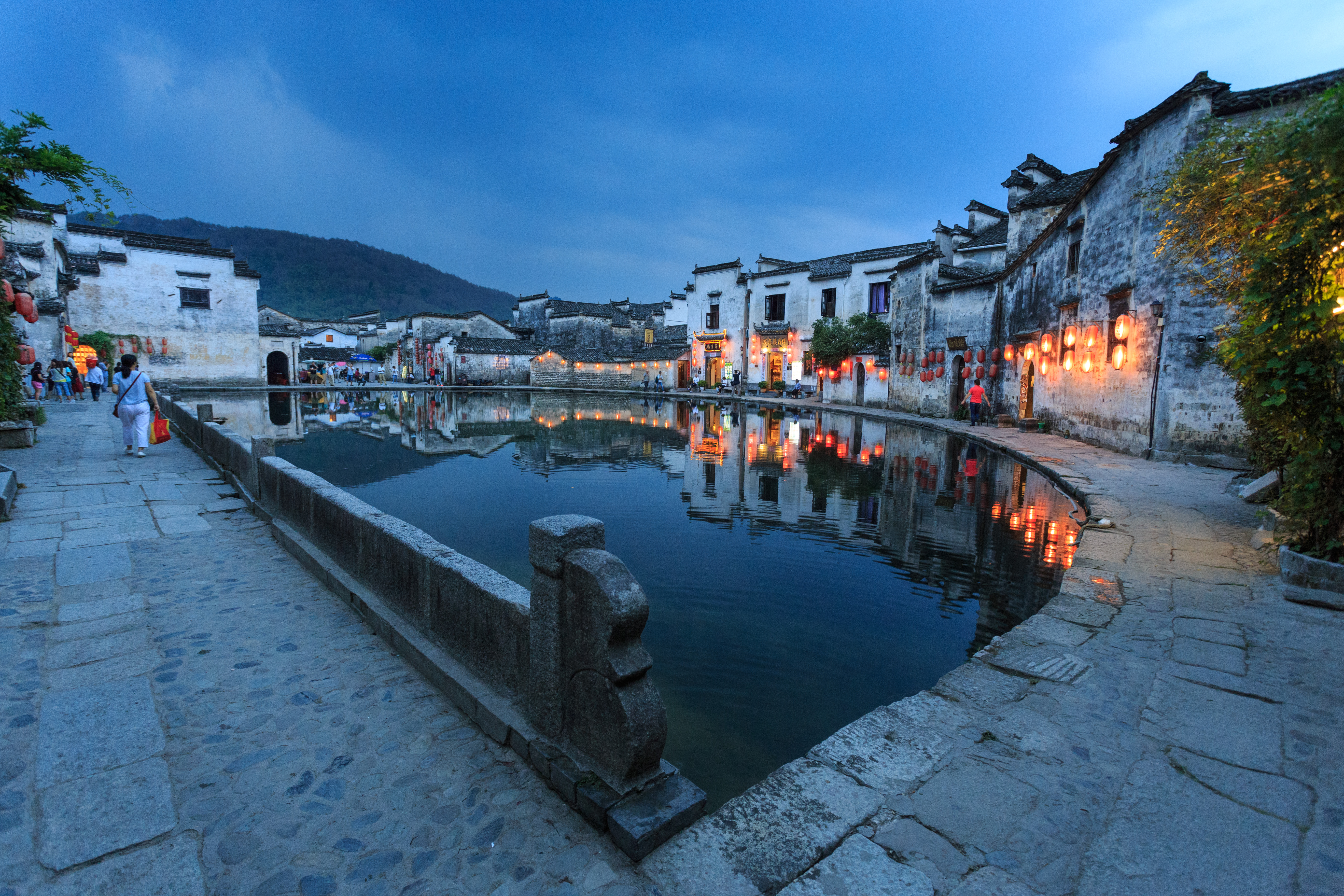
Hồ Bán nguyệt
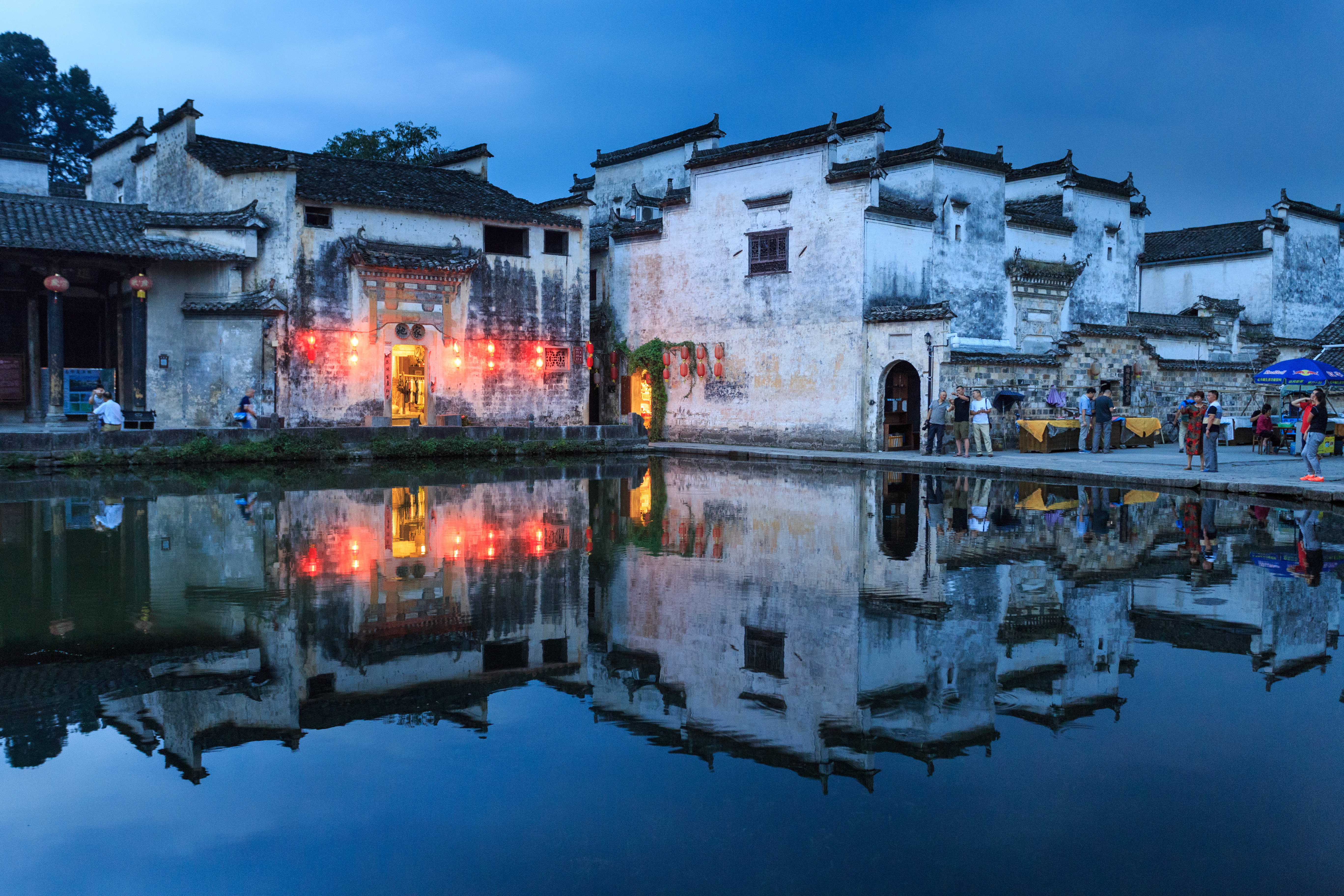
Hồ Bán nguyệt
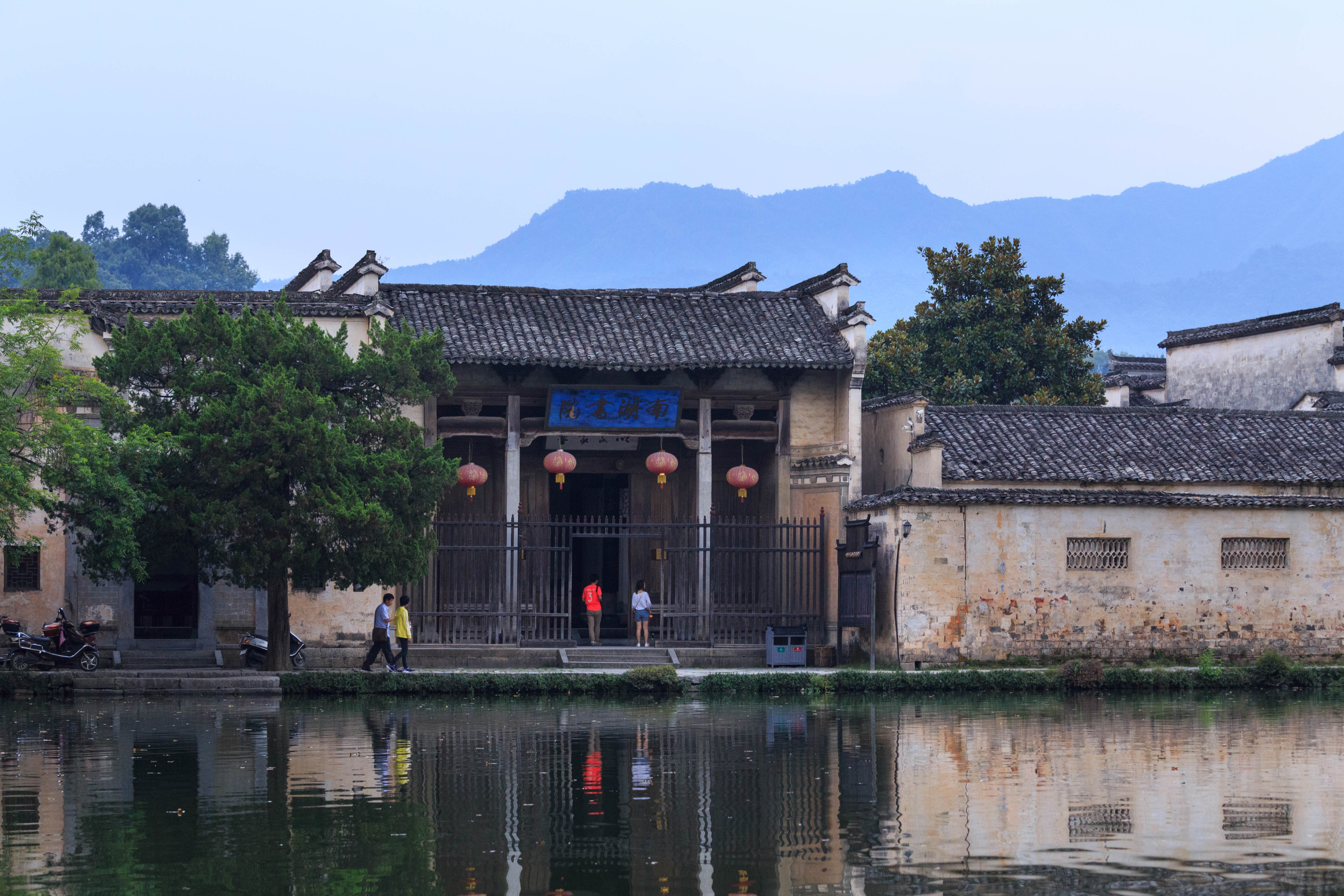
Viện Nam Hồ